# Buchtienia ecuadorensis
Buchtienia ecuadorensis är en orkidéart som beskrevs av Leslie Andrew Garay. Buchtienia ecuadorensis ingår i släktet Buchtienia och familjen orkidéer. Inga underarter finns listade i Catalogue of Life.